# Umbrella Man (JFK-Attentat)

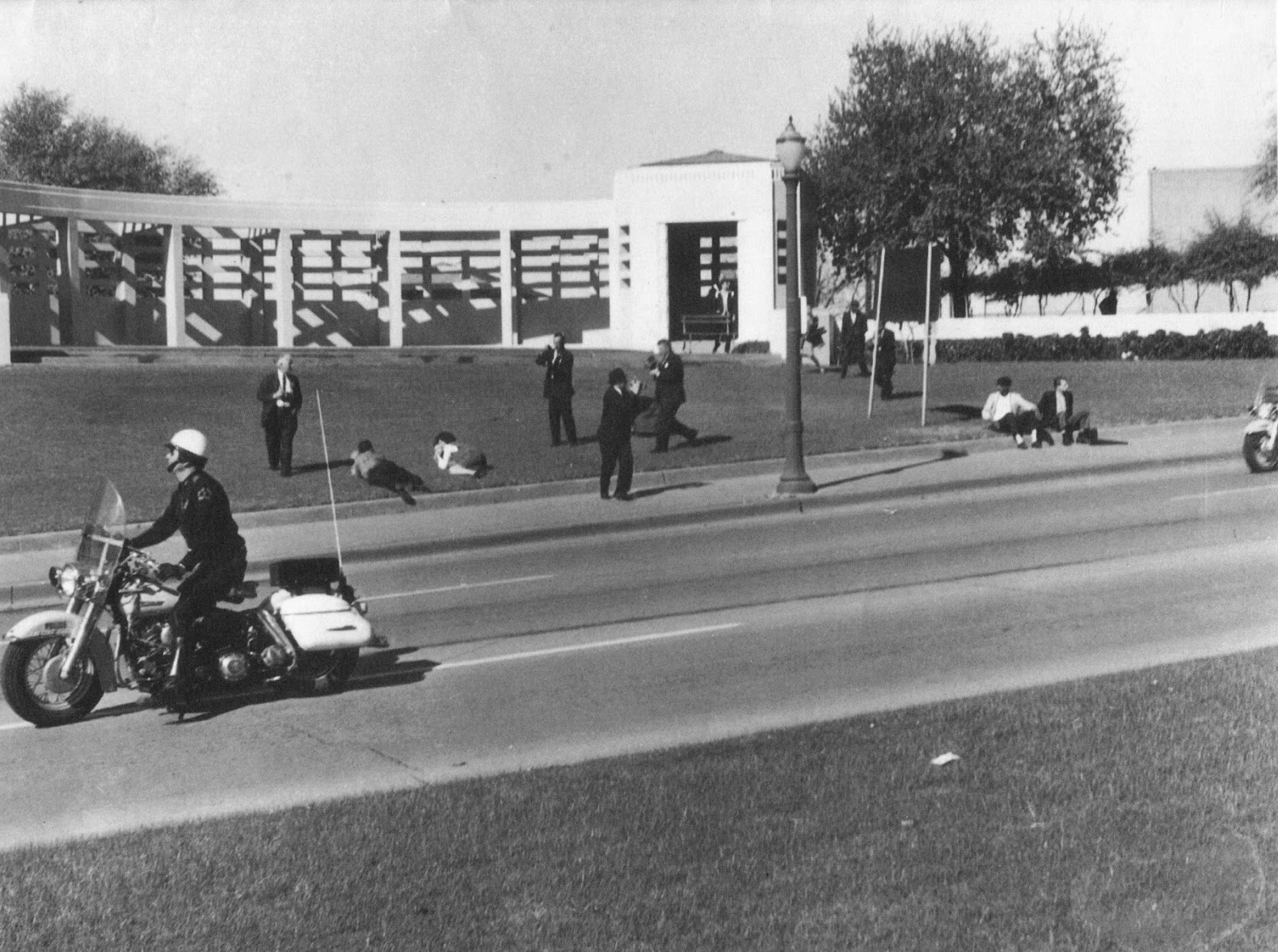
Der als „Umbrella Man“ bezeichnete Augenzeuge des Attentats auf John F. Kennedy ist auf diesem Bild rechts sitzend in der dunklen Jacke zu sehen.

Umbrella Man war die Bezeichnung eines zunächst unbekannten Augenzeugen des Attentats auf John F. Kennedy, der im Zapruder-Film sowie in anderen Filmen und auf Fotos zu sehen ist. Der Mann trug einen schwarzen Regenschirm (englisch: Umbrella), den er öffnete und über seinem Kopf schwenkte, als die Limousine des Präsidenten sich näherte, kurz bevor die tödlichen Schüsse fielen.

## Spekulationen
Es wurde spekuliert, dass der Umbrella Man mit dem Schirm das Zeichen zum Schießen gab. Diese Theorie wurde im Spielfilm JFK – Tatort Dallas von Oliver Stone (1991) aufgegriffen, ebenso in der Folge „Gedanken des geheimnisvollen Rauchers“ (1996) der Fernsehserie Akte X – Die unheimlichen Fälle des FBI (Staffel 4, Folge 7).
Eine andere Theorie vermutete, der Umbrella Man habe einen Betäubungspfeil auf Kennedy geschossen, um den Schüssen ein leichteres, unbewegliches Ziel zu bereiten.

## Identifikation
Nach einem Aufruf des United States House Select Committee on Assassinations (HSCA) meldete sich 1978 Louie Steven Witt (* 20. Oktober 1924 in Rockwall, Texas; † 17. November 2014 in Dallas, Texas) und gab an, der gesuchte „Umbrella Man“ zu sein. Er habe nicht gewusst, dass er gesucht werde. Den Schirm habe er immer noch.
Mit dem Schirm habe er damals gegen Kennedy demonstrieren wollen, dessen Vater Joseph ein Anhänger des britischen Premierministers Neville Chamberlain (1937–1940) war, der seinerseits vor dem Zweiten Weltkrieg eine Appeasement-Politik (Beschwichtigungspolitik) gegenüber dem nationalsozialistischen Deutschland betrieben hatte. Chamberlain hatte den Spitznamen „Umbrella Man“, da er häufig einen Regenschirm trug und in Karikaturen stets mit Regenschirm dargestellt wurde.
Kennedy dürfte den Regenschirm als Symbol der Appeasement-Politik Chamberlains gekannt haben, da seine Abschlussarbeit in Harvard sich mit dieser Thematik befasst hatte. Auch hatte das Weiße Haus bereits Regenschirme als Zeichen des Protests gegen Kennedy erhalten.
In der Befragung vor dem HSCA sagte Witt: „Ich denke, wenn das Guinness-Buch der Rekorde eine Kategorie hätte für Leute, die zur falschen Zeit am falschen Ort waren und das Falsche taten, dann wäre ich die Nummer 1 in dieser Kategorie, weit vor dem Zweitplatzierten.“ (I think if the Guinness Book of World Records had a category for people who were at the wrong place at the wrong time, doing the wrong thing, I would be No. 1 in that position, without even a close runner-up.)
2011 drehte Errol Morris im Auftrag der New York Times eine Kurzdokumentation über Witt namens „The Umbrella Man“.
Witt starb 2014 im Alter von 90 Jahren.